# زبان‌گاوی رودخانه
زبان‌گاوی رودخانه (نام علمی: Cynoglossus feldmanni) نام یک گونه از سرده کفشک زبان‌گاوی است.